# 誰もがきっと誰かのサンタクロース
『誰もがきっと誰かのサンタクロース』（だれもがきっとだれかのサンタクロース）は、三枝夕夏 IN dbの21stシングル。

## 概要
- 前作から約10ヶ月もの間隔を開けてのリリース。それまで、アルバムリリースを挟んでこの程度の間隔が開くことはあったが、本作と前作の間には新曲が全く発表されていなかった。
- 11枚目のシングル「飛び立てない私にあなたが翼をくれた」以来3年10ヶ月ぶりに大野愛果が作曲を担当した。以降、解散までの間は表題曲の専属作曲家状態が続いた。

## 収録曲
1. 誰もがきっと誰かのサンタクロース
  - 作詞：三枝夕夏 / 作曲：大野愛果 / 編曲：葉山たけし

三枝夕夏の「暖かいクリスマスソングがあったらいいな」という思いから生まれた、三枝夕夏 IN db初のクリスマスソング。
2. 君が眠りにつくその前に
  - 作詞・作曲：三枝夕夏 / 編曲：葉山たけし
3. 誰もがきっと誰かのサンタクロース 〜Instrumental〜

## タイアップ
誰もがきっと誰かのサンタクロース
- 日本テレビ系「ラリーKING」12月エンディングテーマ。

## 収録アルバム
誰もがきっと誰かのサンタクロース
- U-ka saegusa IN db IV 〜クリスタルな季節に魅せられて〜
- U-ka saegusa IN db Final Best